# Ломжинское воеводство
Ломжинское воеводство (пол. województwo łomżyńskie) — существовавшее в Польше в период 1975—1998 годов как основные единицы административного деления страны.
Одно из 49 воеводств Польши, которые были упразднены в итоге административной реформы 1998 года. Занимало площадь 6684 км². В 1998 году насчитывало 352 900 жителей. Столицей воеводства являлся город Ломжа.
В 1999 году территория воеводства отошла большей частью к Подляскому воеводству, зато 5 гмин (восточная часть настоящего Острувского повята) — к Мазовецкому воеводству .

## Города
Города Ломжинского воеводства по числу жителей (по состоянию на 31 декабря 1998 года):
1. Ломжа (64 314)
2. Замбрув (24 105)
3. Граево (23 106)
4. Кольно (11 277)
5. Высоке-Мазовецке (9650)
6. Цехановец (4887)
7. Щучин (3740)
8. Стависки (2548)
9. Едвабне (2026)
10. Новогруд (1856)
11. Гонёндз (1821)
12. Райгруд (1755)

## Население
| Год       | 1975    | 1980    | 1985    | 1990    | 1995    | 1998    |
| Население | 320 200 | 325 800 | 338 700 | 346 700 | 353 800 | 352 900 |